# Karl von Mansfeld

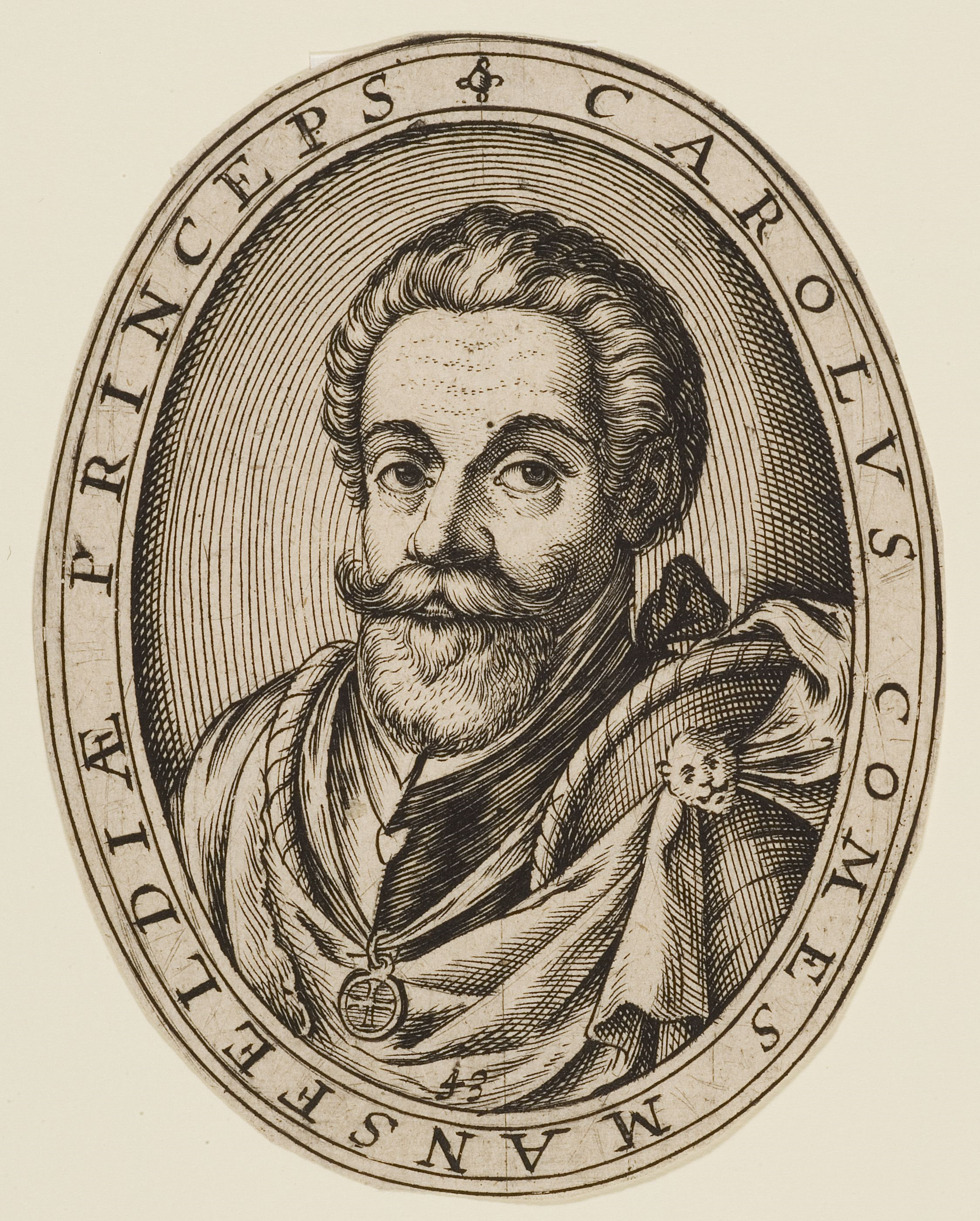
Karl von Mansfeld (Kupferstich von Abraham Hogenberg)

Fürst Karl (II.) von Mansfeld (* 1543 in Luxemburg; † 24. August 1595 in Komorn) diente in spanischen, französischen und kaiserlichen Diensten. Zuletzt war er oberster Befehlshaber der kaiserlichen Streitkräfte in Ungarn während des Langen Türkenkrieges.

## Familie
Er stammte aus dem Adelsgeschlecht Mansfeld. Er gehörte der Linie Friedeburg an. Sein Vater war Peter Ernst I. von Mansfeld. Die Mutter war Margarethe (geb. von Brederode). Einer seiner (Halb-)Brüder war Peter Ernst II. von Mansfeld. Ein weiterer (Halb-)Bruder war der Kanoniker Karl III. von Mansfeld.
Er selbst heiratete in erster Ehe Diane de Cossé. Er war ein jähzorniger Mensch. Als er seine Frau beim Ehebruch mit dem Comte de Maure erwischte, tötete er beide. In zweiter Ehe heiratete er 1591 Marie Christine von Egmond (* 1554; † 1622), Tochter von Graf Lamoral von Egmond. Aus den Ehen gingen keine Kinder hervor.

## Leben
Er trat früh in die spanische Armee in den Niederlanden ein. Er kämpfte zunächst unter dem Befehl seines Vaters. Später diente er unter dem Herzog von Alba. Entgegen dem Willen seines Vaters wechselte er in französische Dienste. Er diente Karl IX. und Heinrich III. auch im königlichen Kabinett.
Später kehrte er auf Drängen des Vaters in die Spanischen Niederlande zurück und diente unter Juan de Austria und Alexander Farnese.
Im Kampf gegen die Aufständischen im Achtzigjährigen Krieg bewährte er sich vielfach. Er deckte 1578 bei Gembloux den Rücken des Heeres. Im Jahr 1582 wurde er Oberst. Er tat sich etwa bei Gent, Eindhoven oder bei der Belagerung von Fermonde hervor. Bei der Belagerung von Antwerpen befehligte er eine Flotte, mit der er mehrere Schiffe des Gegners eroberte. Später gelang es ihm mit einer kleinen Truppe das stark befestigte Schloss Westerlo einzunehmen.
Im Jahr 1586 wurde er Befehlshaber eines eigenen größeren Kontingents. Mit dieser Armee marschierte er nach ’s-Hertogenbosch. Der Befehlshaber der Aufständischen ließ die Deiche durchstechen und setzte dadurch das Lager Mansfelds unter Wasser. Die Armee hielt drei Tage lang im Wasser aus und stand kurz davor sich ergeben zu müssen. Weil es plötzlich fror und die Niederländer Angst davor hatten, dass ihre Schiffe vom Eis eingeschlossen werden könnten, zogen sie sich zurück, worauf Mansfeld über das Eis entkommen konnte. König Philipp II. von Spanien ernannte ihn zum General und zum Admiral der Niederländischen Meere. In der Folge kämpfte er unter Farnese auch gegen die Franzosen. Daneben wurde er auch mit eigenständigen Kommandos betraut.
Während des langen Türkenkrieges kämpfte er in Ungarn. Dort war inzwischen auch die wichtige Stadt Raab an die Osmanen gefallen und Kaiser Rudolf II. schien kurz davor ganz Ungarn zu verlieren. Er erbat sich von den spanischen Habsburgern Unterstützungstruppen mit Mansfeld an der Spitze. Dieser sollte als erfahrener Feldherr den wenig kriegserfahrenen Erzherzog Matthias, der ein größeres Heer nach Ungarn führen sollte, unterstützen.
Im Jahr 1595 wurde er in Prag von Rudolf II. zum Ritter geschlagen. Außerdem wurde ihm die seinem Vater verliehene Reichsfürstenwürde bestätigt. Er hat sich mit Erfolg um die Reorganisation der kaiserlichen Truppen gekümmert. Er führte eine strengere Zucht ein und verbesserte das Nachschubwesen.
Mansfeld marschierte im Juni 1595 mit einer Armee von 13.000 Mann nach Gran und belagerte über zwei Monate die befestigte Stadt. Es gelang ihm ein zahlenmäßig überlegenes osmanisches Entsatzheer unter Mustafa Pascha vollständig zu besiegen. Auch in der Folge ergab sich die belagerte Stadt trotz dauernden Beschuss und mehrerer Sturmangriffe nicht. Erst als es gelang die Wasserversorgung abzuschneiden, änderte sich die Haltung der Osmanen in der Stadt und sie begannen mit Verhandlungen. Mansfeld starb allerdings, bevor die Stadt übergeben wurde, an der Ruhr. Er wurde in der Grablege der Familie in Luxemburg beigesetzt.